# École supérieure de commerce de Rouen
L'École supérieure de commerce (ESC) de Rouen ou Rouen Business School (parfois appelée Sup de Co Rouen) est une école de commerce et de management située à Mont-Saint-Aignan, à proximité de Rouen. Elle rassemble notamment 4 écoles, un MBA, 7 mastères spécialisés, et 2 MSc. Elle est dépendante de la Chambre de commerce et d'industrie de Rouen (CCIR). Elle a été créée en 1871. 
L’ESC Rouen a obtenu l’accréditation européenne EQUIS (European Quality Improvement System) en avril 2002. Ce label est d’ailleurs étendu au groupe tout entier en 2005. L'accréditation AMBA a été obtenue en avril 2009, puis l'accréditation AACSB a été validée en avril 2011. L'ESC Rouen fait ainsi partie des 48 formations mondiales ayant obtenu la triple accréditation.
En 2013, l'ESC Rouen fusionne avec l'ESC Reims, donnant ainsi naissance à une nouvelle entité: NEOMA Business School.

## Historique
L'école a été fondée en 1871 par la Chambre de Commerce de Rouen, ce qui en fait la seconde école de commerce la plus ancienne de France (encore en activité), après l'ESCP Europe (1819).
L’école est reconnue par l’État en 1895. Elle s'installe d'abord au 9 bis rue de l'Avalasse à Rouen, avant de déménager en 1941 rue du Nord. Césaire Levillain en a été le directeur de 1936 à 1942. C'est en 1965 que l’école s’implante au sein du campus étudiant de Rouen, à Mont-Saint-Aignan.
En 1987, elle crée conjointement avec l’EDHEC, l’ESC Reims et l'ICN la banque commune d’épreuves destinée aux élèves de « Prépa HEC » : la banque Ecricome. La banque d’épreuve sera ensuite commune à l’'ESC Rouen, l’ESC Reims, l’ESC Bordeaux, l’ICN, et Euromed Management. 
À partir de 2008, le groupe a un statut d'association regroupant la CCI, l'association des diplômés de Rouen Business School (membres fondateurs) avec des entreprises, des collectivités territoriales et le monde académique.
En 2013, l'ESC Rouen fusionne avec l'ESC Reims : c'est la naissance de NEOMA Business School.

## Admission
L’entrée à l’ESC Rouen suppose la réussite à un concours. Il y actuellement 4 voies d’accès à l’ESC Rouen. Pour chacune de ces voies, les épreuves écrites  et les épreuves de langues sont communes à 5 écoles : l’ESC Rouen, bien sûr, mais aussi l’ESC Reims, l’ESC Bordeaux, l’ICN, et Euromed Management.
- Le concours Ecricome, pour les élèves de classe préparatoire Economique et commerciales voie S, E ou T (« prépa HEC »), mais aussi de Khâgne. Il permet de rentrer en 1re année à l’ESC Rouen. (350 places pour le concours 2010)
- Le concours Tremplin :
  - Tremplin 1  est destiné aux étudiants titulaires d’un diplôme de premier cycle. Il permet de rentrer en 1re année à l’ESC Rouen. (80 places pour le concours 2010)
  - Tremplin 2  est conçu pour les étudiants ayant validé au moins trois ans d’études supérieures. On accède alors directement à la 2e année de l’ESC Rouen. (120 places pour le concours 2010)
- Le concours Universa, qui vise les étudiants étrangers de niveau bachelor, et qui donne accès à la 2e année

La grande majorité des étudiants sont donc issus de classes préparatoires.

## Cursus
L’ESC Rouen se veut une école de management généraliste, avec un enseignement à la fois théorique et pratique. Le cursus compte donc un tronc commun, durant lequel sont enseignées toutes les matières liées à la gestion, et une majeure, que l’étudiant choisit en fonction de son projet professionnel. Les enseignements théoriques sont suivis de périodes de stage en entreprise.
L’école témoigne depuis longtemps d’une grande ouverture vers l’international, puisque dès les années 1920 des étudiants scandinaves venaient en échange à l’ESC Rouen. Aujourd’hui, de nombreux étudiants étrangers font au moins une partie de leur cursus à l’ESC Rouen. En outre, les étudiants de l’ESC Rouen doivent avoir validé au moins une expérience à l’étranger pendant leur cursus, que ce soit en entreprise ou dans une des 127 universités partenaires de l’École, dans 36 pays différents (chiffres de juillet 2007). L'ESC Rouen figure d'ailleurs parmi les écoles ayant le plus de partenaires internationaux, ce qui permet à tous les étudiants de disposer d'une place dans une université ou école étrangère.
À l’issue des 7 à 8 semestres d’études, les étudiants de l’ESC Rouen obtiennent un Master en management et éventuellement un diplôme étranger dans le cadre des accords de double-diplôme avec certaines universités partenaires (aux États-Unis, au Canada, au Japon, au Mexique, au Chili, en Pologne, au Royaume-Uni).
Rouen Business School réunit quatre écoles (ECAL, ISPP, IFI, ESC Rouen) et offre à ses 4 200 étudiants et adultes en formation continue un large portefeuille de formations en management :

### Bachelor
- Le Bachelor Distribution - ECAL (Bac+3) propose depuis plus de 40 ans des programmes de formation initiale et continue adaptés aux besoins des professionnels de la distribution. Les diplômés sont amenés à occuper toutes les fonctions de la distribution : chefs de rayon, marchandiseurs, gérants de franchises...
- Le Bachelor Commerce propose un Bachelor en Commerce (Diplômé visé par l'Éducation nationale à Bac+3)
- le BSc in International Business (Bac+4) a pour objectif de former aux fonctions de commerce, de marketing et de gestion qui s'exercent dans les entreprises à vocation internationale. L'immersion internationale est l'atout majeur de ce programme.

### Master
L'école s'est engagée dans une refonte du programme et propose de nouvelles formules comme le "Parcours Européen" qui permet de réaliser la partie Master (les deux dernières années d'école) à la fois à Rouen et dans deux autres universités européennes. L’apprentissage, également réformé, s’articule sur un rythme qui ne prive ni de l’expérience internationale, ni de la Majeure (spécialisation). 
Ce nouveau programme a pour objectif de permettre aux étudiants du Master Grande École de Rouen Business School, de se positionner favorablement sur le marché international de l’emploi. Ce nouveau MGE de Rouen Business School satisfait aux standards européens (fonctionnement par crédits ECTS). Il permet en outre de personnaliser son parcours académique dès la 2e année.
- Audit-Expertise
- Contrôle de Gestion et Management de la Performance
- Management Financier et Bancaire
- Finance de Marché
- Finance et Gestion Internationales
- Finance d'Entreprise
- Tactique, Management et gestion face au réel
- Marketing
- Marketing French Excellence
- Management des Ressources Humaines
- Entrepreneuriat
- Supply Chain Management

### Formation continue
Rouen Business School propose toute une palette de programmes : formations diplômantes en temps partagé, formations qualifiantes et formations sur-mesure adaptées aux besoins et aux spécificités de chaque entreprise. Parmi ses programmes phares : Objectif Manager, Médecins Managers, Objectif Repreneur et bientôt Objectif Consultant.

## Direction
- Arnaud Langlois-Meurinne : depuis septembre 2002
- Catherine Plichon : de juin 2007 à août 2011.

## Culture populaire
Dans la série Fais pas ci, fais pas ça, le personnage de Renaud Lepic, cadre chez les Robinets Binet, mentionne régulièrement qu'il est passé par « Sup' de Co Rouen ». 